# Elizeusz Cieślik
Elizeusz Cieślik (ur. 1931 w Kaliszu, zm. 2021) – polski artysta fotograf. Członek rzeczywisty i Artysta Fotoklubu Rzeczypospolitej Polskiej (AFRP). Członek Związku Polskich Fotografów Przyrody. Członek Zarządu Poznańskiego Towarzystwa Fotograficznego. Współzałożyciel grupy fotograficznej „Sześciokąt”.

## Życiorys
Elizeusz Cieślik fotografuje od 1942 roku. W 1976 roku został przyjęty w poczet członków Poznańskiego Towarzystwa Fotograficznego, gdzie w latach późniejszych pełnił funkcję członka zarządu i kierownika sekcji ds. przyrody.
Jest autorem i współautorem wielu wystaw fotograficznych; indywidualnych i zbiorowych.
W dniu 1 stycznia 1996 roku został członkiem Związku Polskich Fotografów Przyrody. W 2002 roku został przyjęty w poczet członków Fotoklubu Rzeczypospolitej Polskiej Stowarzyszenia Twórców. Decyzją Komisji Kwalifikacji Zawodowych Fotoklubu RP, otrzymał dyplom potwierdzający kwalifikacje do wykonywania zawodu artysty fotografa, fotografika (legitymacja nr 155).
W 2007 roku był pomysłodawcą i współzałożycielem grupy fotograficznej  „Sześciokąt”. W latach 2010–2014 był współorganizatorem szkolnej galerii fotografii „Foto-Oko” w Pigłowicach, w której prezentowano fotografie uznanych fotografów oraz uczniów szkoły – „Grupy Fotograficznej Aparaciarzy z Pigłowic”, liczącej od 10 do 16 osób – w zależności od okresu działalności grupy. Od 2014 roku organizuje zajęcia fotograficzne (warsztaty, plenery, konkursy, wystawy) dla młodzieży – w szkołach gminy Kórnik. Jest członkiem jury w licznych konkursach fotograficznych. 

## Odznaczenia
- Złoty Medal „Za Zasługi dla Rozwoju Twórczości Fotograficznej” (2017)[18]

## Wybrane wystawy
- Nowa Sól, Muzeum – „Wyzyskiwanie Ziemi” (1998)
- Mosina, Izba Muzealna – „Przyrodnicze fascynacje z Wielkopolski” (1998)
- Gniezno, MOK – „Fotografie” (1998)
- Luboń, Galeria na regale – „Fascynacje” (1998)
- Dziekanowice, WPE – „Rezerwat Krajkowo i Rogaliński Park Krajobrazowy” (1998)
- Mosina, Izba Muzealna – „Rezerwat Krajkowo i Rogaliński Park Krajobrazowy” (1999)
- Ostrów Wielkopolski, Muzeum miasta – „Fascynacje przyrodnicze z Wielkopolski” (1999)
- Kalisz, Galeria na piętrze – „Dostrzeżone w Wielkopolsce” (1999)
- Poznań, Galeria Fotoplastykon – „W atmosferze spokoju” (1999)
- Pobiedziska, Galeria na piętrze – „Wystawa fotografii przyrodniczej” (1999)
- Śrem – „Rogaliński Park Krajobrazowy”; wystawa indywidualna (2001)
- Gniezno, MOK – „Fotografia” (2001)
- Koszuty, Muzeum Ziemi Średzkiej – „Krajobrazy” (2002)
- Rapperswil  (Szwajcaria), Muzeum Polskie – „Romantyczne uroki przyrody polskiej”; wystawa indywidualna (2003)
- Charków (Ukraina) – „Bezdroża wyobraźni” (2004)
- Poznań, ABRYS – „Eko Media Forum” (2004)
- Poznań, Galeria Fotoplastykon – „My Koziorożce 2005” (2005)
- Poznań, Stary Browar – „Rogaliński Park Krajobrazowy”; wystawa indywidualna (2006)
- Poznań, Dom Kultury Na skarpie – „My Koziorożce 2007" (2007)
- Kalisz, Galeria na piętrze – „Obrazy z natury” (2007)
- Szamotuły, Szok – „Obrazy natury” (2007)
- Puszczykowo – „Natura i śpiew ptaków” (2008)
- Pigłowice, Galeria FOTOOKO – „Rogaliński Park Krajobrazowy”; wystawa indywidualna (2011)

Źródło

## Publikacje (albumy)
- „Rogaliński Park Krajobrazowy”[3][19]
- „Rezerwaty Wielkopolski w fotografii – Krajkowo”[20]